# Anton Gamilschegg
Anton Gamilschegg (Gamillschegg), mariborski župan (Bürgermeister).

## Županovanje
Anton Gamilschegg je postal mariborski župan leta 1849.
V njegovem obdobju je Maribor postal sedež okrožne vlade za slovensko Štajersko (imenovano mariborsko okrožje). Meščani so se za lobiranje zahvalili rojaku Ivanu Gašpreju Seillerju, dunajskemu dvornemu svetniku in sodnemu odvetniku z nazivom častni meščan. 
Leta 1850 je župan Anton Gamilschegg zaradi prezaposlenosti s pravosodnimi zadevami odstopil.